# 坎波托斯托
坎波托斯托（義大利語：Campotosto），是意大利阿奎拉省的一个市镇。总面积51.74平方公里，人口682人，人口密度13.2人/平方公里（2009年）。ISTAT代码为066016。